# Arigo Padovan
Arigo Padovan (* 16. Juni 1927 in Castelbaldo; † 4. Januar 2025) war ein italienischer Radrennfahrer.

## Sportliche Laufbahn
Padovan, auch Arrigo Padovan, war im Straßenradsport aktiv. 1947 begann er mit dem Radsport. Dank einer Spende seiner Dorfbewohner konnte er sein erstes Rennrad erwerben. Als Amateur startete er für die Vereine „V.C. Montagnana“ und „U.S. Nicolò Biondo di Carpi“. 1950 gewann er die Coppa Caivano, ein Qualifikationsrennen der italienischen Amateure für die Straßenradsport-Weltmeisterschaften.
Von Oktober 1950 bis 1962 war er Unabhängiger und Berufsfahrer. 1951 siegte er im GP Industria e Commercio di Prato und auf einer Etappe des Giro della Dolomiti, 1952 im Gran Premio Bevilacqua, bei Bolzano–Trento und Belmonte–Piceno sowie auf einer Etappe des Gran Premio Mediterraneo. 1955 gewann er den Giro della Toscana vor Franco Aureggi und die 4. Etappe der Tour de Suisse. 1956 war seine erfolgreichste Saison mit den Siegen auf der 6. Etappe des Giro d’Italia und auf der 3. Etappe der Tour de France. 1958 gewann er erneut eine Etappe der Tour de France, 1959 und 1960 erneut Etappen im Giro d’Italia. In der Deutschland-Rundfahrt 1960 kam er in der Etappe nach Trier als Erster ins Ziel, wurde aber auf den 2. Platz zurückgesetzt.
Zweiter wurde Padovan 1951 im Giro della Provincia di Reggio Calabria hinter Luciano Maggini und im Giro del Lazio 1954 hinter Angelo Conterno. Dritter wurde er in der Lombardei-Rundfahrt und im Rennen Tre Valli Varesine 1952. Achtzehnmal bestritt Padovan Rennen der Monumente des Radsports. Padovan absolvierte alle Grand Tours.

## Grand-Tour-Platzierungen
| Grand Tour            | 1951 | 1952 | 1952 | 1954 | 1955 | 1956 | 1957 | 1958 | 1959 | 1960 |
| --------------------- | ---- | ---- | ---- | ---- | ---- | ---- | ---- | ---- | ---- | ---- |
| Vuelta a EspañaVuelta | –    | –    | –    | –    | –    | 19   | –    | –    | –    | –    |
| Giro d’ItaliaGiro     | 8    | 16   | 17   | –    | –    | 12   | 41   | 65   | 84   | 83   |
| Tour de FranceTour    | –    | –    | –    | –    | –    | 26   | 20   | 45   | 52   | DNF  |